# Leenurina
Genre
Leenurina est un genre de collemboles de la famille des Neanuridae.

## Distribution
Les espèces de ce genre se rencontrent en Asie de l'Est.

## Liste des espèces
Selon Checklist of the Collembola of the World (version du 7 octobre 2019) :
- Leenurina jasii Najt & Weiner, 1992
- Leenurina khualaza Deharveng, Bedos & Weiner, 2011
- Leenurina nana (Lee, 1983)
- Leenurina pomorskii Deharveng, Bedos & Weiner, 2011

## Étymologie
Ce genre est nommé en l'honneur de Byung-Hoon Lee.

## Publication originale
- Najt & Weiner, 1992 : Koreanurina new genus, Leenurina new genus and Caputanurina Lee, 1983 (Collembola: Neanuridae) from North Korea. Pan-Pacific Entomologist, vol. 68, no 3, p. 200-215.